# 사회민주당 (덴마크)
사회민주당 (社會民主黨, 덴마크어: Socialdemokraterne/Socialdemokratiet)은 덴마크의 사회민주주의 정당이다. 2019년 총선거에서 25.9%를 득표해 179석 중 48석을 확보해 제1당이 되었다. 유럽 사회당과 진보동맹의 회원 정당이다.
1871년 창당했으며, 1924년 처음으로 덴마크 의회내 최대 정당이 되었고, 77년간 제1당의 지위를 유지했다. 2019년 선거에서 승리하여 집권하고 있다. 현재는 메테 프레데릭센이 대표를 맡고 있다. 사회민주당은 의회 선거 투표 용지에 사용되는 기호인 A를 정당의 약칭으로 사용하고 있다.

## 이념
사민당의 이념은 민주 사회주의에 기반하고 있다. 사민당의 핵심 목표는 인간을 해방시키고, 안정감을 주며, 모든 사람에게 자신과 공동체, 자연 그리고 다음 세대에 대한 책임감을 가지고 자신의 삶을 고려해 스스로 결정할 기회를 제공하는 것이다.
사민당의 핵심가치는 자유, 평등, 형제애이다. 이 세가지 핵심가치를 덴마크 복지국가와 사민당 당 강령의 토대로 삼고 있다. 사민당은 3가지 핵심가치 외에 진보와 개방성, 책임도 중요한 가치로 보고 있다.

## 역사

### 창당에서 집권까지 (-1924)
사회민주당은 1871년 제1인터내셔널의 지부로 창립된 덴마크 국제 노동자 연합에 뿌리를 두고 있다. 페라덴 시위 이후 노동자 연합이 금지되고, 초기 노동운동지도자들이 투옥된다. 1878년에는 노총으로부터 분리해 사회민주당이 창당된다. 하지만 노동 조합의 영향력은 절대적이었다.
1882년 처음으로 덴마크 의회 진출에 성공한다. 사민당은 1888년부터 1913년 제1당이 될 때까지 급격한 성장을 경험한다. 당원 수도 1만명에서 5만명으로 늘고, 많은 지방의회에서 원내진출에 성공한다. 덴마크 의회 득표율도 3.5%에서 29.3%로 급성장했다. 한편 1889년 제2인터내셔널의 회원 정당이 되면서 국제적으로 사회민주주의 정당들과 적극 협력하기 시작한다. 1924년에는 토르발트 스타우닝이 이끄는 최초의 사민당 정부가 탄생한다.

### 장기 집권과 사회 개혁
1929년에서 1941년까지 사회자유당의 지지 속에 12년 동안 장기 집권했다. 이 시기에 민주주의의 확대와 국제 경제위기 극복의 일환이었던 몇몇 사회개혁을 통해 사민당의 지지 기반을 확대한다.
1945년 제2차 세계 대전이 끝나고, 사민당은 다시 집권한다. 몇년간의 예외를 제외하고 사민당은 1982년까지 거의 대부분 기간을 정권에 참여한다. 이 기간 동안 덴마크를 남녀 모두 높은 수준으로 생산활동에 참여하고, 한편으로 사회 경제적으로 고도로 발전된 네트워크를 가진 복지 국가로 개혁했다.
1982년부터 1992년까지 우파 정당이 집권하면서 재정 감축을 통해 사회 경제적 문제를 해결하려고 시도했다.

### 집권당 (1993-2001)

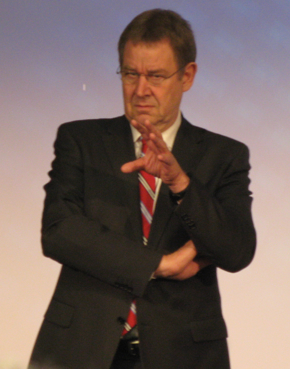
포울 뉘루프 라스무센 전 총리

#### 소득재분배
사민당은 1990년대에서 21세기 초까지 소득재분배 정책과 공공보건과 교육, 기반 시설 같은 분야에 공공재원을 투자하는 큰 정부의 유지가 핵심 정책이었다.

#### 유연성과 사회적 안전
덴마크 사회민주당이 이끈 포울 뉘루프 라스무센 정부는 플렉시큐리티(flexicurity, 유연성(flexibility)과 사회적 안전(social security)의 합성어)라 불리는 혼합 체제를 실현했다. 혼합 체제는 스칸디나비아 식의 높은 실업급여와 해고가 비교적 자유로운 노동 시장의 유연화가 결합된 형태이다. 경영상 이유에 따른 해고를 인정하되 실업 급여, 재취업 교육을 통해 실업 기간 동안의 생계 유지와 재취업을 돕는 것이다. 이를 통해 사민당은 낮은 수준의 실업율과 높은 생산성을 유지했다.

#### 동일 노동, 동일 임금
또한 덴마크에서는 동일노동 동일임금을 실시하여 노동자들이 차별을 받는 일이 없도록 하고 있다.이는 동일한 노동을 한다면 동일한 노동의 대가를 받도록 하여, 비정규직 노동자들이 차별에 따른 상대적 빈곤을 겪는 일이 없도록 한다.

#### 세금 인상
1990년대 말 덴마크가 무역흑자에서 적자로 전환하게 되는데, 사민당은 이 문제를 해결하기 위해 소비의 제한위한 세금 인상을 추진한다. 유권자에게 인기없는 증세 정책은 2001년 선거에서 사민당이 패하게 되는 원인이된다. 세금 인상 외에 사민당이 유로화 도입을 추진하고, 2000년에 실시된 덴마크의 유로화 도입 여부를 묻는 국민투표가 부결된 것도 선거패배의 원인이다.

### 야당 (2001-현재)
2001년 선거에서 사민당은 좋은 경제 지표에도 불구하고 패하게 되는데, 위에서 지적한 이유외에 이민정책을 둘러싼 불안도 사민당의 선거 패배에 한 원인을 제공했다. 이후 자유주의 정당인 좌파당이 보수당 등의 지원을 받아 집권하게 된다. 선거 패배 이후에 2002년 당대회에서 모겐스 뤼케토프트가 당대표로 취임한다.
2005년 의회 선거에서 5석의 추가 상실과 재집권의 실패로 지도부가 사퇴하게 된다. 이후 당내 경선을 통해 새 대표가 선출된다. 당내 중도파인 헬러 토르팅-슈미트가 당내 좌파인 프랑크 옌센을 꺾고, 최초의 여성 당대표가 된다.

## 조직

### 당원
유럽의 여러 대중 정당들과 마찬가지로 스스로 사민당은 당원조직이며, 당원은 당의 토대이며, 모든 정치가 시작되는 곳이라 밝히고 있다.
현재 사민당 당원 수는 48,000여명이다. 사민당의 당원은 당직과 공직 후보자가 될 수 있고, 세미나와 토론회, 청문회 등에 참여해 당과 당 소속 정치인에 영향을 미칠 수 있다.

### 지역 조직
당 내 지역 조직으로 가장 기초가 되는 300여개의 기초 조직과 기초 자치 단체별로 존재하는 98개 시군구조직, 의원을 선출하는 선거구별로 92개 지구당이 존재한다. 기초 조직을 통해 당원이 당의 의사 결정과정, 특히 정책 결정 과정에 참여할 수 있도록 하고 있다.
기초 자치 단체별로 존재하는 기군구 조직은 하나 또는 여러 개의 기초 조직이 모여서 결성한다. 시군구 조직은 주로 기초의회 선거와 관련해서 활동한다. 선거 운동을 주도하고, 당원들이 기초 자치 단체 공직자 후보로 나서도록 한다. 선거구 지구당은 한 개의 시군구 조직이나, 선거구가 큰 경우 소속된 모든 시군구 조직이 참여하게 된다. 선거구 조직은 덴마크 의회 의원(또는 후보)과 연락 업무를 담당한다. 그외에 중앙당과 기초 조직, 당원과의 의사 소통 및 정보 교환을 지원한다.
그 외에 5개의 광역 자치 단체에도 지역 조직이 존재한다. 이 조직에 해당 지역에 속한 기초 조직과 시군구당, 선거구 지구당이 참여한다. 광역 지역 조직은 주로 광역 의회 및 광역 자치 정부와 여러 지역 조직 및 당원과의 의사 소통을 돕는 역할을 한다. 또 광역 조직은 여러 지역 조직을 조정하는 역할을 수행한다. 광역 조직은 광역 의회 의원 및 광역 자치 단체 공직자 그리고 유럽 의회 의원 입후보 과정에 책임을 진다.

### 당대회 및 집행위원회
당대회는 사민당의 최고 의결 기구로, 매년 9월에 열린다. 당대회는 4년 임기의 당대표와 2명의 부대표, 사무총장을 선출한다. 5년마다 한번씩 유럽의회 선거가 있기 전 당대회에서 유럽의회 의원후보를 선출한다.
집행위원회는 연례적으로 열리는 당대회가 사이에 당의 정치적, 조직적 발전을 책임진다. 집행위원회는 당대표와 2인의 부대표, 사무총장, 2인의 원내교섭단체 대표자, 1인의 유럽의회 대표자, 각 1인의 기초 및 광역 자치단체 의원단의 대표, 1인의 청년조직 대표, 5인의 광역지역조직의 대표, 그리고 15인의 당대회 선출 집행위원으로 구성된다. 집행위원은 각 지역별로 남여 성비를 맞춰야 한다. 집행위원회는 연 14회 회의를 개최한다.

### 기타 조직
사민당 내에는 복지, 문화, 과학, 국제문제 등 영역별로 위원회나 네트워크가 활동하고 있다.
당 청년조직으로 덴마크 사회민주주의 청년(덴마크어: Danmarks Socialdemokratiske Ungdom, DSU)이 있다.

### 노동조합과의 관계
사회민주당과 노총(LO)는 90년대 중반까지 집행위원회에 상호 2인을 파견하는 방식으로 조직적으로 결합되어 있었다. 현재 이러한 조직적 연계는 폐지되었지만, 두 조직은 상호 협력하고 있다.

## 역대 선거 결과

### 선거 결과 (1901년부터)
사회민주당의 역대 의회선거 결과는 아래와 같다.
| 선거 연도  | 득표수    | 득표율 | 의석 |
| ---------- | --------- | ------ | ---- |
| 1901       | 38,398    | 17.8 % | 14   |
| 1905       | 48,117    | 21.0 % | 16   |
| 1906       | 76,612    | 25.4 % | 24   |
| 1909       | 93,079    | 29.0 % | 24   |
| 1910       | 98,718    | 28.3 % | 24   |
| 1913       | 107,365   | 29.6 % | 32   |
| 1915       |           |        | 32   |
| 1918       | 262,796   | 28.7 % | 39   |
| 1920.04.26 | 300,345   | 29.2 % | 42   |
| 1920.07.06 | 285,166   | 29.8 % | 42   |
| 1920.09.21 | 389,653   | 32.2 % | 48   |
| 1924       | 469,949   | 36.6 % | 55   |
| 1926       | 497,106   | 37.2 % | 53   |
| 1929       | 593,191   | 41.8 % | 61   |
| 1932       | 660,839   | 42.7 % | 62   |
| 1935       | 759,102   | 46.4 % | 68   |
| 1939       | 729,619   | 42.9 % | 64   |
| 1943       | 894,632   | 44.5 % | 66   |
| 1945       | 671,755   | 32.8 % | 48   |
| 1947       | 836,231   | 41.2 % | 57   |
| 1950       | 813,224   | 39.6 % | 59   |
| 1953.04.21 | 836,507   | 40.4 % | 61   |
| 1953.09.21 | 894,913   | 41.3 % | 74   |
| 1957       | 910,170   | 39.4 % | 70   |
| 1960       | 1,023,794 | 42.1 % | 76   |
| 1964       | 1,103,667 | 41.9 % | 76   |
| 1966       | 1,068,911 | 38.2 % | 69   |
| 1968       | 974,833   | 34.2 % | 62   |
| 1971       | 1,074,777 | 37.3 % | 70   |
| 1973       | 783,145   | 25.6 % | 46   |
| 1975       | 913,155   | 29.9 % | 53   |
| 1977       | 1,150,355 | 37.0 % | 65   |
| 1979       | 1,213,456 | 38.3 % | 68   |
| 1981       | 1,026,726 | 32.9 % | 59   |
| 1984       | 1,062,561 | 31.6 % | 56   |
| 1987       | 985,906   | 29.3 % | 54   |
| 1988       | 992,682   | 29.8 % | 55   |
| 1990       | 1,221,121 | 37.4 % | 69   |
| 1994       | 1,150,048 | 34.6 % | 62   |
| 1998       | 1,223,620 | 35.9 % | 63   |
| 2001       | 1,003,023 | 29.1 % | 52   |
| 2005       | 867,350   | 25.8 % | 47   |
| 2007       | 881,037   | 25.5 % | 45   |

## 같이 보기
- 덴마크의 정치